# Облакът на незнанието
Облакът на незнанието (на английски: The Cloud of Unknowing) е анонимна християнска мистична творба, написана на средноанглийски език през 14 век. Текстът е духовен пътеводител за съзерцателна молитва и езотеричните техники и значения в късносредновековното монашество.
Книгата съветва млад ученик да не търси Бог чрез знание, а чрез това, което авторът нарича „голо намерение“ и „сляпа любов“.
Нашата силна нужда да разбираме винаги ще бъде голямо препятствие в опитите ни да достигнем Бога чрез проста любов. Тази нужда трябва винаги да бъде преодолявана. Защото ако не я преодолееш, тя ще подрине търсенето ти. Ще замести тъмата, която си пронизал, за да достигнеш Бога с ясни образи на нещо, което, независимо колко е добро, красиво и богоподобно, не е Бог.
В продължение на Облакът, в Книгата за лично съветване (The Book of Privy Counseling) авторът описва упражняването на съзерцателно незнание като обожаване на Бога със своята „субстанция“, преминавайки през почиване в „голо сляпо чувство на съществуване“ и намирайки най-сетне Бога в себе си самия.